# Calamaria lateralis
Espèce
Statut de conservation UICN

 DD  : Données insuffisantes
Calamaria lateralis  est une espèce de serpents de la famille des Colubridae.

## Répartition
Cette espèce est endémique du Sabah en Malaisie.
Sa présence à Java en Indonésie est douteuse.

## Description
L'holotype de Calamaria lateralis mesure 245 mm dont 12,5 mm pour la queue. Cette espèce a le corps brun noirâtre, un peu moins foncé sur la face ventrale. Ses flancs présentent une rayure blanche s'étendant de la tête jusqu'à l'extrémité de la queue.

## Étymologie
Son nom d'espèce, du latin lateralis, « latéral », lui a été donné en référence aux bandes blanches présentes sur ses flancs.

## Publication originale
- Mocquard, 1890 : Recherches sur la faune herpétologique des Iles de Bornéo et de Palawan. Nouvelles archives du Muséum d'histoire naturelle de Paris, sér. 3, vol. 2, p. 115–168 (texte intégral).